# 国家代表!?
『国家代表!?』（こっかだいひょう!?、朝: 국가대표）は、2009年公開の韓国映画。監督・脚本はキム・ヨンファ。主演はハ・ジョンウ。第30回青龍映画賞監督賞、第46回大鐘賞監督賞、第46回百想芸術大賞作品賞受賞作品。韓国で観客動員数860万人を記録した。

## ストーリー
1996年、韓国・全羅北道にあるリゾート地・茂朱郡。この地への冬季オリンピック招致を目的として、スキージャンプのナショナルチームが急遽結成されることとなった。しかし、ジャンプ競技不毛の地・韓国では競技人口がゼロに等しい状態であったため、あらゆるジャンルから有望な青年5人を「ほぼ無理やり」参加させた。
独自の練習法で鍛えられた選手たちはドイツでのワールドカップに参加することが決定。しかし、チーム内での喧嘩が原因で出場停止処分が下される。この大会への参加が長野オリンピックへの出場権獲得のチャンスだっただけにショックを受けるが、大会自体が悪天候で中止になり、オリンピック出場権が無条件に与えられると聞いてチームは大喜び。
しかし、その直後に茂朱へのオリンピック招致が失敗に終わる。目的を果たせなかったためにチームは解散を迫られるが、長野の空を飛ぶと決意した彼らはあきらめなかった。

## キャスト
- ハ・ジョンウ：ボブ／チャ・ホンテ（国家代表）
- キム・ドンウク：チェ・フンチョル（朝鮮語版）（国家代表）
- キム・ジソク：カン・チルグ（朝鮮語版）（国家代表）
- イ・ジェウン（朝鮮語版）：カン・ボング（カン・チルグの弟）
- チェ・ジェファン（朝鮮語版）：マ・ジェボク（国家代表）
- ソン・ドンイル：パン・ジョンサム（コーチ）
- イ・ウンソン（朝鮮語版）：パン・スヨン（パンコーチの娘）
- イ・ハヌィ：マ社長（マ・ジェボクの父）
- イ・ヘスク：ヤン・ヘオク（ボブの母）
- キム・ジヨン（朝鮮語版）：ボングの祖母
- ヒョン・ジュニ：ワン・スンドク（ヨンビョンの女の子）
- ファン・ハナ：チウン（ボブの妹）
- イ・ソラ：へラ（裕福な夫人の娘）
- チョ・ソッキョン：兵務庁職員
- チョン・ミンソン：ノミの市記者

## 受賞

### 2009年度
- 第30回青龍映画賞：監督賞（キム・ヨンファ）
- 第30回青龍映画賞：撮影賞（パク・ヒョンチョル）
- 第46回大鐘賞：監督賞（キム・ヨンファ）
- 第46回大鐘賞：映像技術賞（チョン・ソンジン）
- 第46回百想芸術大賞：映画部門 作品賞
- 第46回百想芸術大賞：男性最優秀演技賞（ハ・ジョンウ）
- 第17回春史大賞映画祭：最優秀作品賞
- 第17回春史大賞映画祭：助演男優賞（ソン・ドンイル）
- 第17回春史大賞映画祭：助演女優賞（イ・ヘスク）
- 第17回春史大賞映画祭：音響技術賞（イ・サンジュン ほか）
- 第17回春史大賞映画祭：映像技術賞（ホン・チャンピョ）
- 第17回春史大賞映画祭：共同演技賞（ハ・ジョンウ、キム・ドンウク、キム・ジソク、イ・ジェウン、チェ・ジェファン）
- 第12回ディレクターズ・カット・アワード：今年の男性新人演技者賞（キム・ドンウク）
- 第29回韓国映画評論家協会賞：監督賞（キム・ヨンファ）
- 第29回韓国映画評論家協会賞：音楽賞（イ・ジェハク）
- 第29回韓国映画評論家協会賞：技術賞（チョン・ソンジン）
- 第10回釜山映画評論家協会賞：監督賞
- 第10回釜山映画評論家協会賞：音楽賞（イ・ジェハク）
- 第10回釜山映画評論家協会賞：技術賞（チョン・ソンジン）
- 第32回黄金撮影賞授賞式：新人男優賞（キム・ジソク）
- 今日の若い芸術家賞：映画部門
- 第17回大韓民国文化芸能大賞：映画監督賞（キム・ヨンファ）